# Ephemera glaucops
Ephemera glaucops är en dagsländeart som beskrevs av Francois Jules Pictet de la Rive 1843. Ephemera glaucops ingår i släktet Ephemera, och familjen sanddagsländor. Enligt den svenska rödlistan är arten nära hotad i Sverige. Arten förekommer i Götaland och Svealand. Artens livsmiljö är våtmarker, sjöar och vattendrag.

## Bildgalleri

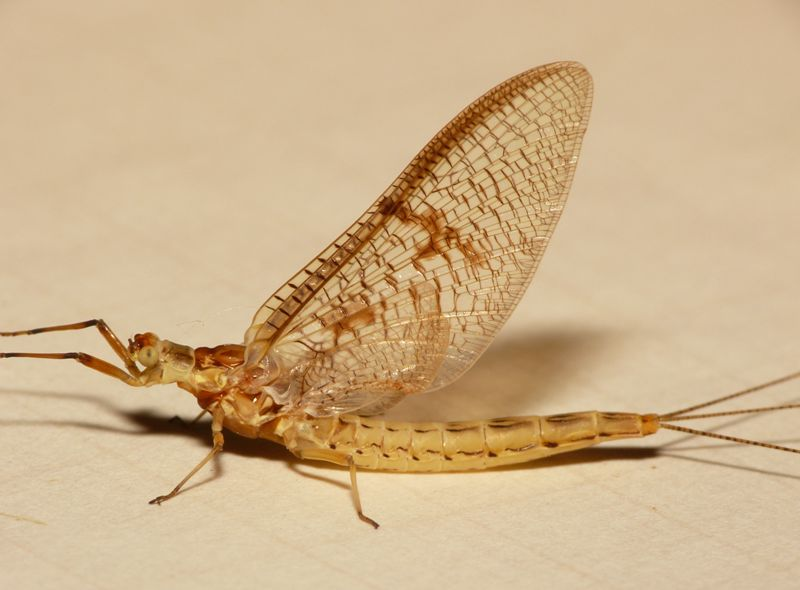